# Paura di un bacio
Paura di un bacio è un singolo dei Ridillo. Scritto e composto da Bengi assieme ad Alan Iotti & Giulio Vetrone (gli Halftones), viene eseguito in anteprima durante il concerto al Blue Note di Milano del 29 gennaio, performance che verrà pubblicata su doppio cd il 5 maggio, Live at the Blue Note Milano.

## Tracce

### download digitale
1. Paura di un bacio - 3:17